# Élections législatives andorranes de 2005
Les élections législatives en Andorre ont eu lieu le 24 avril 2005 pour le renouvellement de l'ensemble du parlement.

## Présentation
| Abstentions                           | Abstentions        | Abstentions        | 503       |             |                      |                      |
| Suffrages exprimés                    | Suffrages exprimés | Suffrages exprimés | 12 376    |             | 14 sièges à pourvoir | 14 sièges à pourvoir |
|                                       |                    |                    |           |             |                      |                      |
| Liste                                 | Tête de liste      |                    | Suffrages | Pourcentage | Sièges acquis        | Var.                 |
| Parti libéral d'Andorre (PLA)         | Néant              |                    | 5 100     | 41,21 %     | 6 / 14               | -1                   |
| social-démocrate (PSA)                | Néant              |                    | 4 711     | 38,07 %     | 6 / 14               | +2                   |
| Centre démocratique andorran (CDA+21) | Néant              |                    | 1 360     | 10,99 %     | 2 / 14               | -1                   |
| Rénovation démocrate (RD)             | Néant              |                    | 772       | 6,24 %      | 0 / 14               |                      |
| Verts d'Andorre (VA)                  | Néant              |                    | 433       | 3,5 %       | 0 / 14               |                      |

| Abstentions                           | Abstentions        | Abstentions        | 1 045     |             |                      |                      |
| Suffrages exprimés                    | Suffrages exprimés | Suffrages exprimés | 11 835    |             | 14 sièges à pourvoir | 14 sièges à pourvoir |
|                                       |                    |                    |           |             |                      |                      |
| Liste                                 | Tête de liste      |                    | Suffrages | Pourcentage | Sièges acquis        | Var.                 |
| Parti libéral d'Andorre (PLA)         | Néant              |                    | 5 473     | 46,24 %     | 8 / 14               | 0                    |
| social-démocrate (PSA)                | Néant              |                    | 5 235     | 44,23 %     | 6 / 14               | 0                    |
| Centre démocratique andorran (CDA+21) | Néant              |                    | 1 127     | 9,52 %      | 0 / 14               | -5                   |